# Imagina Media Audiovisual
Imagina Media Audiovisual est une holding espagnole du secteur de l'audiovisuel créée en 2006 de la fusion de Mediapro et du groupe groupe Globomedia (es).

## Histoire
La holding est créée en 2006.
Le 16 février 2018, le fonds d'investissement chinois Orient Hontai Capital prend le contrôle à 53,5 % d'Imagina Media Audiovisual en rachetant les actions détenues par Torreal (22,5 %), Televisa (19 %) et Mediavideo (12 %).

## Filiales
- Mediapro

- Groupe Globomedia